# Vadstenski samostan
Vadstenski samostan ali Opatija Pax Mariae (latinsko Monasterium sanctarum Mariæ Virgìnis et Brigidæ in Vatzstena), stoji ob jezeru Vättern v rimskokatoliški škofiji Stockholm in je samostan nun brigitinskega reda. Deloval je od leta 1346 do 1595, od leta 1963 pa je aktiven, status avtonomnega samostana pa je ponovno pridobil leta 1991.
Samostan je nastal na eni od kmetij, ki ji jih je podaril kralj, vendar je okoli njega zraslo mesto Vadstena. Od leta 1346 do 1595 je bil matična hiša brigitinskega reda.

## Zgodovina

### Ustanovitev in trajanje
Samostan je leta 1346 ustanovila sveta Brigita s pomočjo švedskega kralja Magnusa IV. in njegove kraljice Blanke, ki sta v oporoki samostanu, ki ga je ustanovila Brigita, podarila deset kmetij, vključno s kmetijo Vadstena v Dal Hundredu v Östergötlandu.
Hči svete Brigite, sveta Katarina Vadstenska, je ob prihodu leta 1374 tja z relikvijami svoje matere našla le nekaj novincev pod redovniško predstojnico. Za svojo opatinjo so izbrali Katarino. Umrla je leta 1381 in šele leta 1384 je samostan blagoslovil škof iz Linöpinga. Prva priznana opatinja je bila Ingegerd Knutsdotter, vnukinja svete Brigite. Kanonizacija svete Brigite leta 1391 in prenos njenih posmrtnih ostankov v samostansko cerkev leta 1394 sta močno prispevala k slavi in bogastvu njene skupnosti. Priorica Christina Nilsdotter je umrla v opatiji leta 1399.
Leta 1400 je vojvodo Erika Pomeranskega v Vadsteni njegova prababica, kraljica Margareta I. Danska, postavila za kralja Danske, Norveške in Švedske. Tukaj sta grob njegove žene, kraljice Filipe, in grob Katarine, kraljice soproge kralja Karla II. Švedskega.
Bridgetinska literatura je bila večinoma prevodi delov Biblije ali legend o svetnikih v švedščino. Ohranjene spise je večinoma izdalo Svenska fornskriftsällskapet (Društvo za stara švedska besedila) v Stockholmu. Rokopisi se hranijo v Kraljevi knjižnici v Stockholmu (vključno z dvema v švedščini z Birgittino rokopisno pisavo) ter v univerzitetnih knjižnicah v Uppsali (ki ima tudi kontemplativne rokopise v angleščini, povezane z angleško misijo) in Lundu.
Med temi avtorji sta najbolj znana avtorja iz Vadstene morda Margareta Clausdotter (opatinja 1473, umrla 1486), avtorica dela o družini sv. Brigite (natisnjenega v Scriptores Rerum Svecicarum, III, I, 207-16), in Nicolaus Ragvaldi, menih in generalni spovednik samostana (1476–1514), ki je napisal več del.
Samostan je bil dvojni samostan, z moškim delom s 25 menihi in ženskim delom s 60 nunami. Menihi so bili organizirani pod generalnim spovednikom, nune pa pod priorico, medtem ko je bil samostan kot celota organiziran pod opatinjo, ki so jo izvolili tako menihi kot nune.
Samostan je bil zelo priljubljen pri kraljevi hiši in plemstvu ter je postal duhovno središče države in največja posestnica na Švedskem. Samostan je bil znan po upravljanju bolnišnice in doma za ostarele, kar je zabeleženo že leta 1401. Že zgodaj je podpiral begine, ki so bile pogosto aristokratke, ki so imele slab sloves med cerkvenimi oblastmi. Leta 1412 je samostan prejel ukaz, naj jih izžene, vendar se je to zgodilo šele leta 1506. Leta 1436 je upravitelj Jösse Eriksson zaprosil za azil v samostanu, a je bil vseeno prisiljen oditi in bil aretiran. Leta 1419 je bil samostan predmet preiskave, v kateri so opatinjo in redovnice obtožili sprejemanja osebnih daril in pogostitve moških gostov ob neprimernih urah.
Vadstenski samostan je imel tudi mednarodni sloves kot matična hiša vseh samostanov brigitinskega reda, kot so Reval, Nådendal, Bergen in Danzig (Gdansk). Ohranil je stike z drugimi samostani, jih inšpekcijsko pregledoval in vanje pošiljal redovnice in menihe, ko jim je primanjkovalo članov. Leta 1406 je na primer prispela angleška delegacija pod vodstvom Henryja FitzHugha, 3. barona FitzHugha, ki je prosila za člane za ustanovitev brigitinškega samostana v Angliji, leta 1415 pa so štiri redovnice, tri novinke, en menih in en duhovnik ob velikem praznovanju zapustili samostan za ustanovitev tistega, kar je postalo znana opatija Syon.

### Po reformaciji in razpustitev
Po uvedbi reformacije na Švedskem leta 1527 so bile samostanske skupnosti na Švedskem dejansko ukinjene s prepovedjo sprejemanja novih novincev in premoženja, ki je bilo razglašeno za kronsko lastnino v skladu z redukcijo Gustava I. Švedskega. Obstoječim članom je bilo dovoljeno ostati do smrti, preživljati se je bilo z nadomestilom iz nekdanjega premoženja samostana ali pa so lahko odšli, če so želeli. Vadstenski samostan je bil izvzet iz te prepovedi in je lahko sprejemal novince tudi po reformaciji, čeprav le s posebnim dovoljenjem monarha. To uredbo je kralj Gustav Vasa leta 1527 po pobegu novinca prejšnje leto naložil škofu Hansu Brasku.
Samostan je imel ugoden položaj zaradi svojega mednarodnega slovesa in močnih vezi s švedskim plemstvom, zahvaljujoč svoji ustanoviteljici. Mnogi menihi in redovnice so bili iz plemstva, vključno s kraljevo sestro Anno. Služila je tudi kot pokopališče za številne plemiške družine. Vendar pa so redovnice in menihi lahko zapustili opatijo, če so želeli. Med najbolj opaznimi, ki so odšli, je bila opatinja Birgitta Botolfsdotter, ki je samostan zapustila, da bi se poročila. Leta 1544 je kralj, menda potem, ko so ga za to prosili nekateri menihi in redovnice, izdal navodilo, ki je redovnicam in menihom posebej dovoljevalo, da zapustijo Vadstenski samostan in se poročijo, če želijo, in opatinji in drugim članom opatije posebej prepovedal, da bi jih pri tem ovirali. Mlajše redovnice so bile menda bolj pripravljene oditi kot starejše, vendar so redovnice na splošno ostajale pogosteje kot menihi. To je lahko v veliki meri posledica dejstva, da so menihi po spreobrnitvi v luteranstvo dobili poklic zdravnika, pastorja ali učitelja, medtem ko so redovnice le redko imele drugo izbiro kot poroko. Posledično jih je v samostanu ostalo veliko več kot menihov.
Maja 1540 je samostan obiskal lokalni protestantski škof. Katoliška maša in čaščenje svetnikov sta bila prepovedana, protestantske bogoslužje pa so morali izvajati v samostanski cerkvi. Poročajo, da so si redovnice med pridigo zamašile ušesa. Krona je popisala dragocenosti in leta 1543 zasegla večino knjig in dragocenosti. Samostanu je bilo dovoljeno prejemati zasebne donacije pod pogojem, da se menihi vzdržijo javnih katoliških pridig, ki so jih očitno do takrat pridigali.
Vadstenski samostan je prejel velike donacije zasebnih dobrotnikov, tako od javnosti kot od kraljeve palače. Med pomembnimi dobrotniki so bili kraljica Margareta Leijonhufvud in njena družina, nekdanja opatinja Birgitta Botolfsdotter in njen bogati mož, kraljica Karin Månsdotter, Anna Hogenskild in Jöran Persson. Leta 1549 je bilo večini menihov ukazano, naj zapustijo opatijo. Leta 1550 so redovnice preselili v manjši del samostana, krilo, ki je prej pripadalo menihom, leta 1555 pa je bil moški del formalno ukinjen in samostan je postal izključno ženska skupnost. Med severno sedemletno vojno leta 1567 so samostan oropali danski vojaki. Leta 1568 je bilo 18 redovnic.
Med vladavino kralja Ivana III. (1569–1592) je bil samostan obnovljen in obogaten, opatinja pa je bila v zelo dobrih odnosih s kraljevim parom. Leta 1575 je Ivan III. samostanu podelil pravico, da ponovno sprejema novince brez omejitev, njegova katoliška kraljica Katarina Jagelonska pa mu je darovala in navezala stike med opatijo in Rimom. Jezuit Antonio Possevino jo je kot papeški legat leta 1580 reformiral. Ob tej priložnosti sta opatinja in priorica morali priseči tridentinsko prisego iz leta 1564, redovnice pa so morale še drugič izreči zaobljube. Possevino je odšel tudi s skupino fantov, ki so se izobraževali za katoliške duhovnike. Leta 1587 je bil v samostanu med obiskom kralja in prestolonaslednika prva katoliška slovesna maša po reformaciji, leta 1592 pa je bilo ustanovljeno semenišče za pripravo katoliških duhovnikov. Katoliški kralj Sigismund je ob svojem kronanju leta 1594 Vadstenskemu samostanu podelil zaščito. Papeški legat Germanico Malaspina je obiskal samostan in mlado dekle je bilo sprejeto za novinko.
Kasneje leta 1594 pa je oblast prevzel protestantski vojvoda Karel, kasneje Karel IX. Švedski, in ukazal razpustitev Vadstenskega samostana. Leta 1595 je večina preostalih enajstih redovnic odšla z opatinjo in po zimi v Söderköpingu spomladi 1596 odplula v brigitinško opatijo v Danzigu, opatijo Marienbrunn. Tri preostale redovnice so bile tam na obisku škofa Abrahama Angermannusa julija 1596. Ena se je poročila z častnikom in dvorjanom Karla IX., druga je postala dvorna dama kraljice Kristine, zadnja, Karin Johansdotter, pa je smela ostati v stavbi nekdanjea samostana in delati kot oskrbnica vrtov do leta 1605.
Ko je Magnus Vasa, vojvoda Östergötlandski, leta 1595 umrl, so ga pokopali v samostanski cerkvi. Njegov sarkofag je še danes viden.

### Po razpustitvi
Potem ko je Karin Johansdotter leta 1605 zapustila nekdanji samostan, so bile stavbe skoraj 40 let prazne. Obstajali so načrti, da bi v njih ustanovili univerzo, vendar iz tega ni bilo nič. Leta 1641 je bil ustanovljen Krigsmanshus (dom za veterane) za upokojene in invalidne vojake ter njihove družine, ki je bil več kot 140 let nastanjen v nekdanjem nunskem krilu. Zagotavljal je tudi šolo za otroke vojakov. Dom je bil zaprt leta 1783.
Leta 1795 je bila v moškem in ženskem delu nekdanjega samostana ustanovljena bolnišnica za spolne bolezni. Od 1840-ih je sprejemala tudi bolnike z drugimi boleznimi in postala javna bolnišnica. Bolnišnico so leta 1909 preselili v sodobne prostore. Nunski del je bil od leta 1810 do 1825 uporabljen kot zapor, nato pa kot del norišnice Vadstena do leta 1951. Severna stavba, v kateri sta bili kapiteljska dvorana in spalnica za nune, je bila namenjena preureditvi v druge namene, ko so leta 1956 odkrili, da vsebuje znatne ostanke kraljeve palače iz 13. stoletja. Izvedena je bila temeljita obnova in leta 2003 je postala samostanski muzej, muzej samostana Vadstena.
Leta 1935 so redovnice birgitinskega reda pod vodstvom svete Elizabete Hasselblad prišle v Vadsteno in ustanovile samostan zunaj nekdanjega posestva. Leta 1963 je bil samostan ponovno ustanovljen kot brigitinški samostan prvotne veje reda.
Samostanska cerkev še vedno stoji in vsebuje nekaj spomenikov sv. Brigite. To versko mesto, znano kot Modra cerkev, obiskujejo tako luteranski kot rimskokatoliški romarji. Modra cerkev hrani relikvije svete Brigite v rdeči krsti, pa tudi srednjeveške skulpture svete Brigite, svete Ane in Blažene Device Marije ter drugo srednjeveško umetnost.
Ostale so še tri druge stavbe: najbolje ohranjena je zgoraj omenjena kraljeva palača/kapiteljska hiša/muzej; drugi dve sta bili preurejeni v hotel in restavracijo.

## Sodobna opatija (1991–)
Današnji samostan brigitink, ki je v bližini starodavnega samostana, se imenuje Marijin mir (latinsko Pax Mariae). Ustanovljen je bil iz brigitinske opatije na Nizozemskem, ene redkih opatij prvotne veje reda, ki so še vedno ohranjene, in trenutno šteje osem nun. Leta 1991 je bil povzdignjen v status avtonomne opatije.